# Óscar Darío Martínez
Oscar Darío Martínez (San Juan de Pasto, Nariño, Colombia; 19 de octubre de 1980) es un exfutbolista colombiano. Jugaba como delantero y su último equipo fue Uniautónoma de Colombia

## Clubes
| Club            | País     | Año         |
| --------------- | -------- | ----------- |
| Deportivo Pasto | Colombia | 2003 - 2005 |
| Santa Fe        | Colombia | 2005        |
| Deportivo Pasto | Colombia | 2006 - 2008 |
| La Equidad      | Colombia | 2008 - 2011 |
| Patriotas       | Colombia | 2012 - 2015 |
| Uniautónoma     | Colombia | 2015        |

## Palmarés

### Campeonatos nacionales
| Título          | Club            | País     | Año  |
| --------------- | --------------- | -------- | ---- |
| Torneo Apertura | Deportivo Pasto | Colombia | 2006 |
| Copa Colombia   | La Equidad      | Colombia | 2008 |